# Nealcidion pulchrum
Nealcidion pulchrum là một loài bọ cánh cứng trong họ Cerambycidae.